# Typosyllis dayi
Typosyllis dayi är en ringmaskart som beskrevs av Hartmann-Schröder 1974. Typosyllis dayi ingår i släktet Typosyllis och familjen Syllidae. Inga underarter finns listade i Catalogue of Life.